# Anton Radl

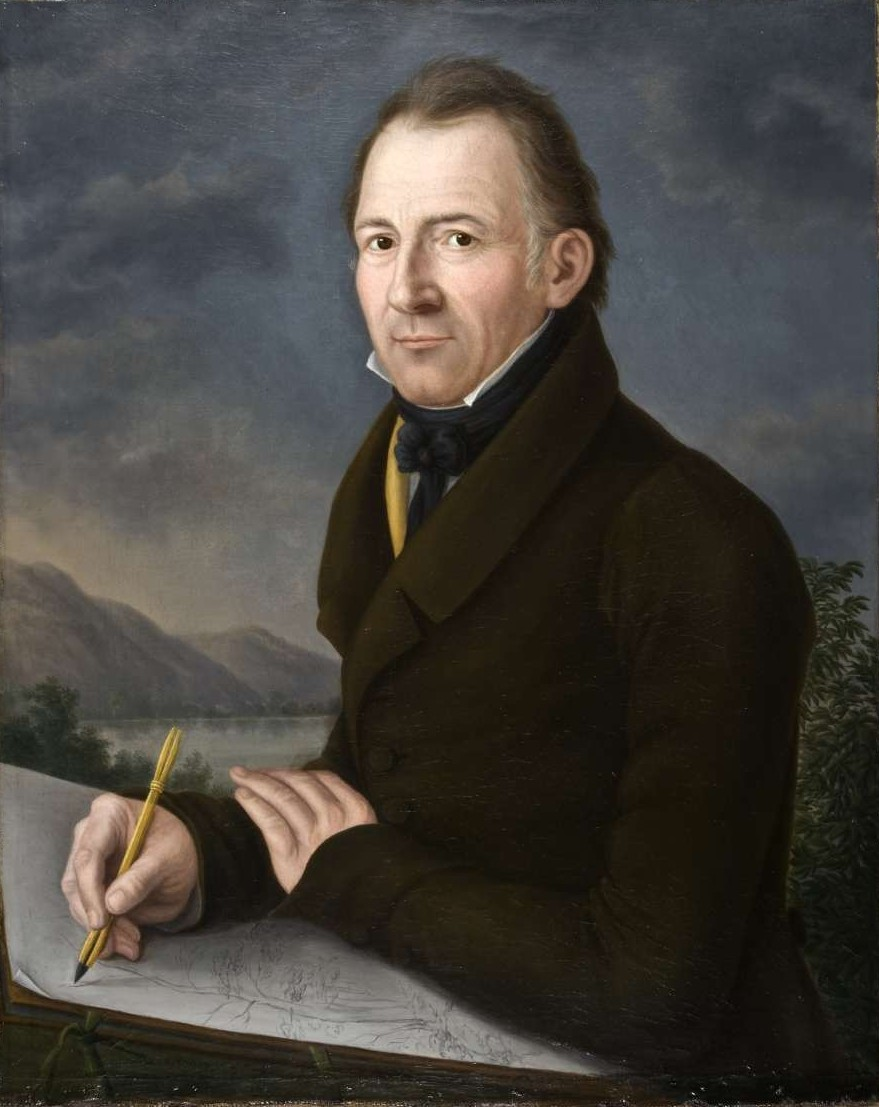
Ursula Magdalena Reinheimer (1777–1845), Porträt Anton Radl um 1830, Öl auf Leinwand, Historisches Museum, Frankfurt a. M.

Anton Radl (* 15. April 1774 in Wien; † 4. März 1852 in Frankfurt am Main) war ein österreichisch-deutscher Maler und Kupferstecher.

## Leben
Anton Radl war der Sohn eines Zimmermalers. Nach dem frühen Tod seines Vaters bestritt er seinen Lebensunterhalt als Malergehilfe. Gleichzeitig wurde er Schüler der Wiener Zeichenakademie. 1790 ging Radl nach Brüssel und besuchte den Unterricht des Malers Kormer. 1794 zog er nach Frankfurt. Dort ging er bei dem Kupferstecher Johann Gottlieb Prestel in die Lehre und wurde dessen Gehilfe. Er erlernte das Stechen, Radieren und die Gouachenmalerei. 1800 heiratete Radl die Grafikrestauratorin Rosina Hochschlitz, die ebenfalls bei Prestel arbeitete. Neben seiner Tätigkeit als Maler und Grafiker gab Radl Privatunterricht. Zu seinen Schülern zählte neben Wilhelm Amandus Beer, Heinrich Rosenkranz und Christian Wagner auch „Rosette“ Städel, geb. Willemer. Radls Studienreisen führten 1817/18 nach Norddeutschland und 1825 in den Schwarzwald. Er schuf 16 Gouachen für das Buch von Adam Storck Ansichten der Freien Hansestadt Bremen und ihrer Umgebung, die 1822 in Kupfer gestochen wurden.
In die Schweiz und an die Donau reiste er vermutlich in den 1830er Jahren. 

## Leistungen

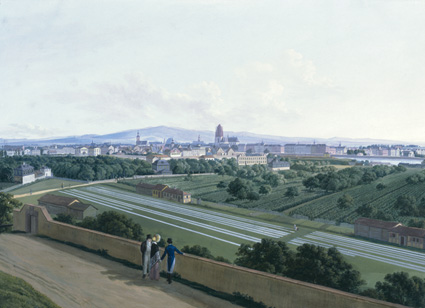
Anton Radl, Ansicht der Stadt Frankfurt vom Mühlberg, um 1820

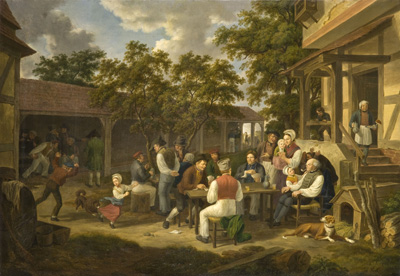
Anton Radl, Ländlicher Wirtschaftsgarten, (Ländlicher Wirtschaftsgarten in einem Frankfurter Vorort / Bauernwirtschaft im Taunus o. Apfelweinwirtschaft mit Kegelbahn)

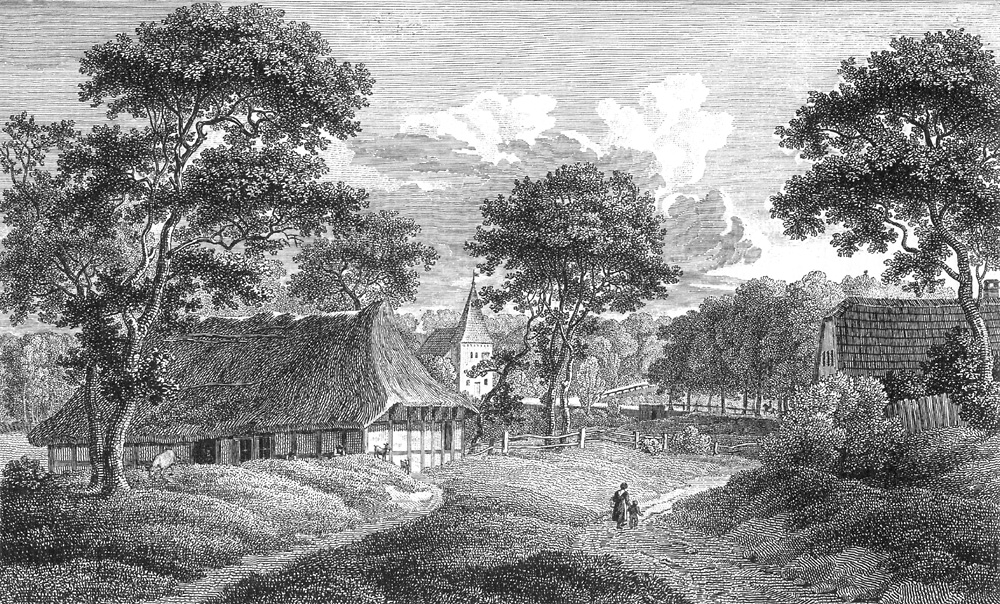
Bauernhaus in Blumenthal bei Berne, entstanden 1818/19

Neben den Landschaften, die er auf seinen Reisen besuchte, malte er Motive aus der Umgebung von Frankfurt am Main, am Mittelrhein und aus dem Taunus. Dabei blieb ihm die niederländische Landschaftsmalerei des 17. Jahrhunderts stets Vorbild. 
Auch Stadtansichten und Bauwerke gehörten neben volkstümlichen Szenen zu seinem Repertoire. Er arbeitete in Öl auf Leinwand, Holz, Karton und Kupfer, malte Aquarelle und Gouachen und schuf Zeichnungen und druckgrafische Werke.